# Observatoire astronomique de Shanghaï
L'observatoire astronomique de Shanghaï ou SHAO (acronyme de Shanghai Astronomical Observatory ) est un centre de recherche astronomique chinois dont le siège se trouve à Shanghaï qui a été créé en 1962 par fusion des observatoires Sheshan et Xujiahui.

## Historique
À l'origine de l'observatoire se trouvent deux observatoires astronomiques créés à Xujiahui (aujourd'hui quartier de Shanghaï)  et Sheshan (au sommet d'une colline s'élevant à 100 mètres située à une trentaine de kilomètres à l'ouest de Shanghaï)  en 1872 et 1900 par les jésuites français.

## Activité
Le centre de recherche qui est rattaché à l'Académie chinoise des sciences  emploie environ 240 chercheurs et techniciens. Il comprend cinq départements qui se consacrent aux thèmes suivants  :
- Astro-géodynamique
- Galaxies et cosmologie
- Radio astronomie (science et technologie)
- Technologie d'optique astronomique
- Mesure du temps.

Il dispose de 5 laboratoires de niveau provincial :
- Galaxies et cosmologie
- Sciences planétaires
- Navigation spatiale et technique de positionnement
- Radio astronomie
- Débris spatiaux.

Le centre de recherche est le gestionnaire pour la Chine du réseau de stations d'interférométrie à très longue base (VLBI) et de celui des stations de télémétrie laser sur satellites (SLR).

## Instruments
L'observatoire dispose de deux radiotélescopes  installés à une trentaine de kilomètres à l'ouest de la ville : le radiotélescope de Sheshan (antenne de 25 mètres) et le radiotélescope Tian Man de 65 mètres inauguré en fin 2012. Il dispose également d'un télescope optique de 1,56 mètre de diamètre située également à Shehan et d'une station de télémétrie laser sur satellites dotée d'un télescope de 60 centimètres.